# 捷速半鱨
捷速半鱨，為輻鰭魚綱鯰形目鱨科的其中一種，為熱帶淡水魚類，分布於亞洲印尼蘇門答臘淡水流域，體長可達35.7公分，棲息在沙石底質溪流底層水域，生活習性不明。

## 扩展阅读
維基物種上的相關：捷速半鱨